# Bump 'n' Grind (Wendy O. Williams)
Bump 'n' Grind è la versione DVD del video del 1985 Live! Terror Unleashed,  pubblicato dalla ex-cantante dei Plasmatics Wendy O. Williams nel 2006.
Il disco, registrato al Camden Palace nello stesso anno contiene anche delle apparizioni speciali di due membri dei Motörhead, Lemmy e Würzel.

## Tracce
1. Goin Wild'
2. Pedal To The Metal
3. You'll Succeed
4. No Class – cover dei Motörhead
5. Party Jammin'
6. Live To Rock
7. Jailbait – cover dei Motörhead
8. Ain't None Of Your Business
9. Bump 'N' Grind
10. Fuck That Booty
11. Fuck 'N' Roll

## Formazione
- Wendy O. Williams - voce
- Wes Beech - chitarra
- Michael Ray - chitarra
- Reginald Van Helsing - basso
- T. C. Tolliver - batteria